# Sant Julià del Llor i Bonmatí
Sant Julià del Llor i Bonmatí är en kommun i Spanien.   Den ligger i provinsen Província de Girona och regionen Katalonien, i den östra delen av landet, 600 km öster om huvudstaden Madrid. Antalet invånare är 1 244.